# Капел Брук
Капел Брук (фр. Cappelle-Brouck) насеље је и општина у североисточној Француској у региону Север-Па д Кале, у департману Север која припада префектури Денкерк.
По подацима из 2011. године у општини је живело 1140 становника, а густина насељености је износила 64,96 становника/km². Општина се простире на површини од 17,55 km². Налази се на средњој надморској висини од 2 метра (максималној 4 m, а минималној 0 m).

## Демографија
| 1962. | 1968. | 1975. | 1982. | 1990. | 1999. | 2011. |
| ----- | ----- | ----- | ----- | ----- | ----- | ----- |
| 869   | 939   | 977   | 953   | 1.047 | 1.086 | 1.140 |